# Nederlandse kampioenschappen atletiek 1962

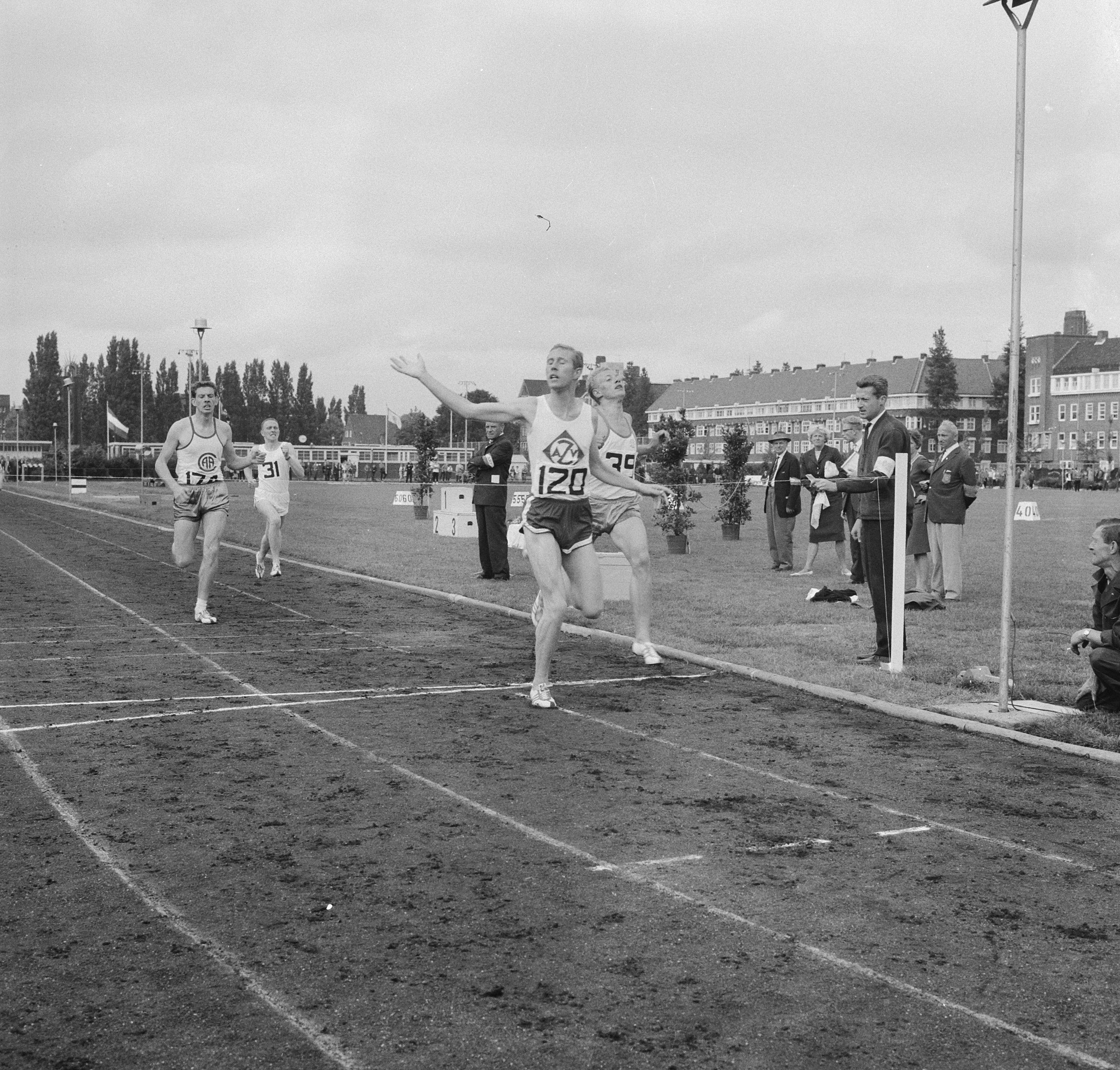
Chris Konings wint de 800 m.

In 1962 werden de Nederlandse kampioenschappen atletiek gehouden op 11 en 12 augustus op de sintelbaan aan het Olympiaplein in Amsterdam. De organisatie lag in handen van het district Noord-Holland van de KNAU. De weersomstandigheden waren drukkend vochtig.
Het Nederlands kampioenschap de 3000 m steeple werd op 23 september gehouden op de Nenijto sintelbaan in Rotterdam.
Het Nederlands kampioenschap tienkamp (heren) vond op 4 en 5 augustus plaats in het Sportpark "De Vijf Sluizen" in Vlaardingen en de vijfkamp (dames) op 28 en 29 juli op de sintelbaan aan het Olympiaplein in Amsterdam.

## Uitslagen

### 100 m
| rang   | atleet          | prestatie |
| ------ | --------------- | --------- |
| Goud   | Hans Smit       | 10,6 s    |
| Zilver | Frits Boss      | 10,8 s    |
| Brons  | Jaap Noordenbos | 10,9 s    |

| rang   | atlete           | prestatie |
| ------ | ---------------- | --------- |
| Goud   | Lenie Boele      | 12,3 s    |
| Zilver | Truus Cruiming   | 12,4 s    |
| Brons  | Wil Koster-Kapel | 12,5 s    |

### 200 m
| rang   | atleet          | prestatie |
| ------ | --------------- | --------- |
| Goud   | Frits Boss      | 21,5 s    |
| Zilver | Hans Smit       | 21,6 s    |
| Brons  | Jaap Noordenbos | 21,8 s    |

| rang   | atlete               | prestatie |
| ------ | -------------------- | --------- |
| Goud   | Tilly van der Zwaard | 24,7 s    |
| Zilver | Wil Koster-Kapel     | 25,6 s    |
| Brons  | Fiep Twente          | 26,1 s    |

### 400 m
| rang   | atleet         | prestatie |
| ------ | -------------- | --------- |
| Goud   | Louis Dekkers  | 48,8 s    |
| Zilver | Tjerk Vellinga | 49,4 s    |
| Brons  | Fred Moerman   | 49,6 s    |

| rang   | atlete               | prestatie |
| ------ | -------------------- | --------- |
| Goud   | Tilly van der Zwaard | 55,0 s    |
| Zilver | Geesje Soesbeek      | 57,3 s    |
| Brons  | Toos Adriaanse       | 58,0 s    |

### 800 m
| rang   | atleet         | prestatie |
| ------ | -------------- | --------- |
| Goud   | Chris Konings  | 1,52,3    |
| Zilver | Kees Koppelaar | 1,52,5    |
| Brons  | Ray van Asten  | 1,53,1    |

| rang   | atlete              | prestatie |
| ------ | ------------------- | --------- |
| Goud   | Gerda Kraan         | 2.09,8    |
| Zilver | Jannie van Eyck-Vos | 2.10,9    |
| Brons  | Ine ter Laak-Spijk  | 2.17,5    |

### 1500 m
| rang   | atleet           | prestatie |
| ------ | ---------------- | --------- |
| Goud   | Henk Snepvangers | 3.53,9    |
| Zilver | Wim Würster      | 3.55,4    |
| Brons  | Bertus Velthoven | 3.57,0    |

### 5000 m
| rang   | atleet       | prestatie |
| ------ | ------------ | --------- |
| Goud   | Joep Delnoye | 14.39,0   |
| Zilver | Hein Cujé    | 14.48,0   |
| Brons  | Joop Evers   | 15.04,6   |

### 10.000 m
| rang   | atleet          | prestatie |
| ------ | --------------- | --------- |
| Goud   | Fons Velthuizen | 31.30,0   |
| Zilver | Jan Boelens     | 32.00,0   |
| Brons  | Dirk de Bruyn   | 31.19,8   |

### 110 m horden/80 m horden
| rang   | atleet          | prestatie |
| ------ | --------------- | --------- |
| Goud   | Eef Kamerbeek   | 14,6 s    |
| Zilver | Peter Nederhand | 15,1 s    |
| Brons  | Peter Dellensen | 15,5 s    |

| rang   | atlete          | prestatie |
| ------ | --------------- | --------- |
| Goud   | Lia Hinten      | 11,3 s    |
| Zilver | Toos Mutter     | 11,4 s    |
| Brons  | Liberta Lansink | 11,9 s    |

### 400 m horden
| rang   | atleet         | prestatie |
| ------ | -------------- | --------- |
| Goud   | Jan Parlevliet | 53,3 s    |
| Zilver | Leo Stevens    | 54,6 s    |
| Brons  | Joop Houthuis  | 54,7 s    |

### 3000 m steeple
| rang   | atleet           | prestatie |
| ------ | ---------------- | --------- |
| Goud   | Aad Steylen      | 9.43,0    |
| Zilver | Joop Keizer      | 9.52,0    |
| Brons  | A. van den Brink | 10.02,5   |

### Verspringen
| rang   | atleet        | prestatie |
| ------ | ------------- | --------- |
| Goud   | Joop Kant     | 7,29 m    |
| Zilver | Leo de Winter | 7,19 m    |
| Brons  | Henk Evers    | 6,94 m    |

| rang   | atlete              | prestatie |
| ------ | ------------------- | --------- |
| Goud   | Corrie Bakker       | 5,81 m    |
| Zilver | Paula van der Wegen | 5,52 m    |
| Brons  | Liberta Lansink     | 5,41 m    |

### Hink-stap-springen
| rang   | atleet         | prestatie |
| ------ | -------------- | --------- |
| Goud   | Henk Evers     | 14,10 m   |
| Zilver | P. Visschedijk | 13,90 m   |
| Brons  | Kees de Kort   | 13,70 m   |

### Hoogspringen
| rang   | atleet      | prestatie |
| ------ | ----------- | --------- |
| Goud   | Rein Knol   | 1,80 m    |
| Zilver | W. van Zijl | 1,80 m    |
| Brons  | Henk Timme  | 1,75 m    |

| rang   | atlete              | prestatie |
| ------ | ------------------- | --------- |
| Goud   | Nel Zwier           | 1,64 m    |
| Zilver | Paula van der Wegen | 1,55 m    |
| Brons  | Corrie Duyn         | 1,55 m    |

### Polsstokhoogspringen
| rang   | atleet        | prestatie |
| ------ | ------------- | --------- |
| Goud   | Servee Wijsen | 4,05 m    |
| Zilver | Fred Krikke   | 3,80 m    |
| Brons  | Eddy Mieremet | 3,70 m    |

### Kogelstoten
| rang   | atleet         | prestatie |
| ------ | -------------- | --------- |
| Goud   | Cees Koch      | 16,22 m   |
| Zilver | Cees van Wees  | 15,73 m   |
| Brons  | Henk van Aarst | 15,48 m   |

| rang   | atlete           | prestatie |
| ------ | ---------------- | --------- |
| Goud   | Loes Boling      | 13,94 m   |
| Zilver | Corrie van Wijk  | 13,65 m   |
| Brons  | Els van Noorduyn | 13,40 m   |

### Discuswerpen
| rang   | atleet            | prestatie |
| ------ | ----------------- | --------- |
| Goud   | Cees Koch         | 54,96 m   |
| Zilver | Eef Kamerbeek     | 46,05 m   |
| Brons  | Piet van der Kruk | 45,69 m   |

| rang   | atlete               | prestatie |
| ------ | -------------------- | --------- |
| Goud   | Loes Boling          | 44,40 m   |
| Zilver | Corry van den Bosch  | 40,74 m   |
| Brons  | Ans Panhorst-Niesink | 38,43 m   |

### Speerwerpen
| rang   | atleet               | prestatie |
| ------ | -------------------- | --------- |
| Goud   | Eef Kamerbeek        | 65,30 m   |
| Zilver | Frans van der Heyden | 63,36 m   |
| Brons  | Piet Olofsen         | 63,13 m   |

| rang   | atlete                    | prestatie |
| ------ | ------------------------- | --------- |
| Goud   | Wil Hulshof-van Montfoort | 45,49 m   |
| Zilver | Henny de Bruin            | 42,32 m   |
| Brons  | Bep van der Groep         | 40,46 m   |

### Kogelslingeren
| rang   | atleet          | prestatie |
| ------ | --------------- | --------- |
| Goud   | Jan Romani      | 55,18 m   |
| Zilver | Piet Hamer      | 49,90 m   |
| Brons  | Gerard de Groot | 46,14 m   |

### Tienkamp/Vijfkamp
| rang   | atleet           | prestatie |
| ------ | ---------------- | --------- |
| Goud   | Eef Kamerbeek    | 7196 p    |
| Zilver | Hans de Haas     | 6185 p    |
| Brons  | Jelle Doornbosch | 5992 p    |

| rang   | atlete                | prestatie |
| ------ | --------------------- | --------- |
| Goud   | Nel Zwier             | 4413 p    |
| Zilver | Mieke de Graaf-Schenk | 4378 p    |
| Brons  | Corrie Duyn           | 4008 p    |

### Marathon
| rang   | atleet       | prestatie |
| ------ | ------------ | --------- |
| Goud   | Jan Boelens  | 2:34.39,0 |
| Zilver | Piet Bleeker | 2:38.40,8 |
| Brons  | Gijs Rewijk  | 2:40.40,0 |

### 20 km snelwandelen
| rang   | atleet       | prestatie |
| ------ | ------------ | --------- |
| Goud   | Hein Zethof  | 1:37.49,6 |
| Zilver | Jan Cijs     | 1:44.28,5 |
| Brons  | Jan van Dijk | 1:47.38,4 |

### 50 km snelwandelen
| rang   | atleet       | prestatie |
| ------ | ------------ | --------- |
| Goud   | Jan Cijs     | 5:08.35   |
| Zilver | Jan Kon      | 5:21.13   |
| Brons  | Lieuwe Schol | 5:25.18   |

1904 · 
1908 · 
1909 · 
1910 · 
1911 · 
1912 · 
1913 · 
1914 · 
1915 · 
1917 · 
1918 · 
1919 · 
1920 · 
1921 · 
1922 · 
1923 · 
1924 · 
1925 · 
1926 · 
1927 · 
1928 · 
1929 · 
1930 · 
1931 · 
1932 · 
1933 · 
1934 · 
1935 · 
1936 · 
1937 · 
1938 · 
1939 · 
1940 · 
1941 · 
1942 · 
1943 · 
1944 · 
1946 · 
1947 · 
1948 · 
1949 · 
1950 · 
1951 · 
1952 · 
1953 · 
1954 · 
1955 · 
1956 · 
1957 · 
1958 · 
1959 · 
1960 · 
1961 · 
1962 · 
1963 · 
1964 · 
1965 · 
1966 · 
1967 · 
1968 · 
1969 · 
1970 · 
1971 · 
1972 · 
1973 · 
1974 · 
1975 · 
1976 · 
1977 · 
1978 · 
1979 · 
1980 · 
1981 · 
1982 · 
1983 · 
1984 · 
1985 · 
1986 · 
1987 · 
1988 · 
1989 · 
1990 · 
1991 · 
1992 · 
1993 · 
1994 · 
1995 · 
1996 · 
1997 · 
1998 · 
1999 · 
2000 · 
2001 · 
2002 · 
2003 · 
2004 · 
2005 · 
2006 · 
2007 · 
2008 · 
2009 · 
2010 · 
2011 · 
2012 · 
2013 · 
2014 · 
2015 · 
2016 ·
2017 ·
2018 ·
2019 ·
2020 ·
2021 ·
2022 ·
2023 ·
2024 ·
2025